# Setanta Sports Cup 2014
Navigation
Édition précédente Édition suivante
La Setanta Sports Cup 2014 est la 9e édition de la Setanta Sports Cup, un tournoi transfrontalier qui comprend des équipes d’Irlande et d'Irlande du Nord. La compétition doit débuter le 24 février 2014  pour se terminer par la finale fixée au 10 mai 2014.
Le Shamrock Rovers Football Club défend le trophée remporté en 2013.
La compétition offre une nouvelle fois une finale entre deux équipes irlandaises. Sligo Rovers l'emporte contre Dundalk FC.

## Organisation
Le tirage au sort de la compétition a lieu le 11 décembre 2013 à l’Aviva Stadium de Dublin en Irlande.

## Quarts de finale
| Match | Équipe 1              | Résultat | Équipe 2                  | Aller | Retour |
| ----- | --------------------- | -------- | ------------------------- | ----- | ------ |
| 1     | Shamrock Rovers       | 5-1      | Glentoran FC              | 5-1   | 0-0    |
| 2     | Crusaders FC          | 1-9      | Sligo Rovers              | 1-4   | 0-5    |
| 3     | Dundalk FC            | 4-3      | Coleraine FC              | 2-3   | 2-0    |
| 4     | Ballinamallard United | 0-6      | St. Patrick's Athletic FC | 0-1   | 0-5    |

## Demi-finales
| Match | Équipe 1        | Résultat | Équipe 2                  | Aller | Retour |
| ----- | --------------- | -------- | ------------------------- | ----- | ------ |
| 1     | Sligo Rovers    | 7-1      | St. Patrick's Athletic FC | 2-0   | 5-1    |
| 2     | Shamrock Rovers | 1-3      | Dundalk FC                | 1-2   | 0-1    |

## Finale
| Finale            | Sligo Rovers Football Club | 1-0   | Dundalk FC | Tallaght Stadium          |                           |
| 10 mai 2014 16:00 | Paul O'Conor 13e           | (1-0) |            | Arbitrage : Arnold Hunter | Arbitrage : Arnold Hunter |
| 10 mai 2014 16:00 | Rapport                    |       |            | Arbitrage : Arnold Hunter | Arbitrage : Arnold Hunter |